# Madis Mihkels
Madis Mihkels, né le 31 mai 2003 à Tartu, est un coureur cycliste estonien.

## Biographie
Madis Mihkels s'illustre en 2019 chez les cadets (moins de 17 ans), où il remporte à Bakou les deux médailles d'or au Festival olympique de la jeunesse européenne. Il est également champion d'Estonie du contre-la-montre cadets.
Chez les juniors (moins de 19 ans), il est champion d'Estonie de cyclo-cross en 2019 et 2020. En 2021, il est double champion d'Estonie sur route juniors sur la course en ligne et le contre-la-montre. De plus, il remporte deux étapes au sprint de la One Belt One Road Nation's Cup Hungary, une manche de la Coupe des Nations Juniors. En fin de saison, il est médaillé de bronze du championnat du monde sur route juniors dans les Flandres, après avoir remporté le sprint du peloton. En décembre 2021, il est annoncé que Mihkels rejoint l'UCI WorldTeam Intermarché-Wanty-Gobert Matériaux pour les saisons 2023 et 2024,. 
Lors de la saison 2022, il court dans les rangs espoirs (moins de 23 ans) pour l'équipe estonienne Ampler-Tartu2024. En août, il est stagiaire chez Intermarché-Wanty-Gobert Matériaux jusqu'à la fin de saison. Lors du Tour d'Estonie 2022, il décroche son premier succès sur l'UCI Europe Tour en remportant la première étape en solitaire. Il se classe quatrième et meilleur jeune de la course.

## Palmarès sur route

### Par année
- 2019
  -  Champion d'Estonie du contre-la-montre cadets
  -  Médaillé d'or de la course en ligne au Festival olympique de la jeunesse européenne
  -  Médaillé d'or du contre-la-montre au Festival olympique de la jeunesse européenne
- 2020
  - 2e du championnat d'Estonie sur route juniors
  - 2e du championnat d'Estonie du contre-la-montre juniors
  - 9e du championnat d'Europe sur route juniors
- 2021
  -  Champion d'Estonie sur route juniors
  -  Champion d'Estonie du contre-la-montre juniors
  - 1re étape secteur A et secteur B de la One Belt One Road Nation's Cup Hungary
  -  Médaillé de bronze du championnat du monde sur route juniors
  - 3e de la One Belt One Road Nation's Cup Hungary
  - 7e du championnat d'Europe sur route juniors
- 2022
  - 1re étape du Tour d'Estonie
  - 4e du championnat du monde sur route espoirs
- 2023
  - 3e étape du Tour d'Allemagne
  - 4e du championnat d'Europe sur route espoirs
- 2024
  -  Médaillé de bronze du championnat d'Europe sur route
  - 10e de Paris-Roubaix
- 2025
  -  Champion d'Estonie sur route
  - 3e de la Classic Bruges-La Panne

### Résultats sur les grands tours

#### Tour d'Italie
1 participation
- 2024 : 112e

### Classements mondiaux
| Année                                 | 2022 | 2023 | 2024 |
| ------------------------------------- | ---- | ---- | ---- |
| Classement mondial                    | 273e | 354e | 136e |
| UCI Europe Tour                       | 222e | nc   | 109e |
|                                       |      |      |      |
| Légende : nc = non classéSource : UCI |      |      |      |

## Palmarès en cyclo-cross
- 2018-2019
  -  Champion d'Estonie de cyclo-cross cadets
- 2019-2020
  -  Champion d'Estonie de cyclo-cross juniors
- 2020-2021
  -  Champion d'Estonie de cyclo-cross juniors
- 2021-2022
  - 2e du championnat d'Estonie de cyclo-cross espoirs
- 2022-2023
  - Bike Fanatics Keila CX, Keila
- 2024-2025
  -  Champion d'Estonie de cyclo-cross